# Gut Bossigt

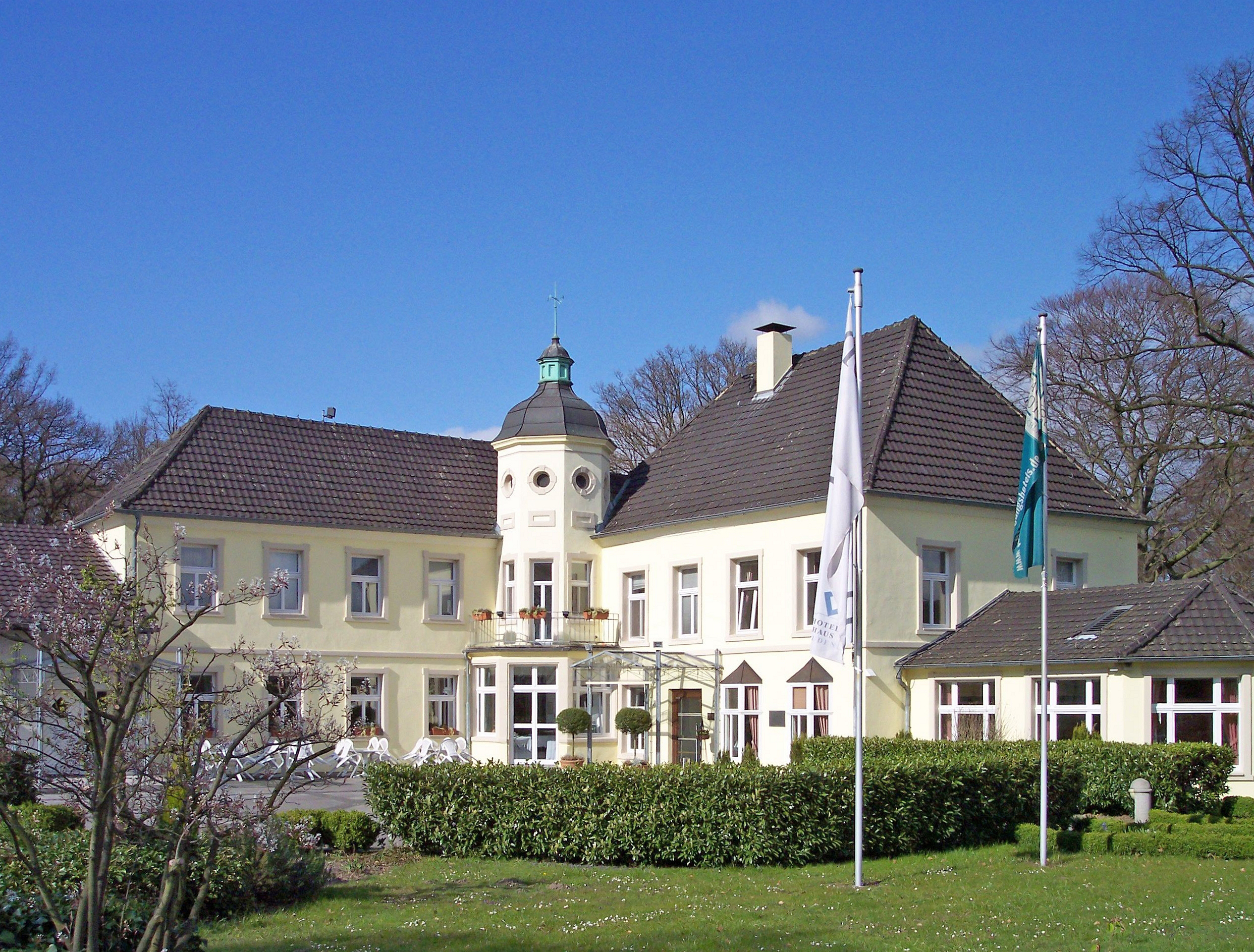
Gut Bossigt

Das Gut Bossigt ist das Geburtshaus von Konrad Duden. Es befindet sich im Ortsteil Lackhausen der Stadt Wesel. Nach wechselvoller Geschichte (Gutshof, heruntergekommener Bauernhof, Unterkunft für Kriegsflüchtlinge, in den 1970-80ern renoviert und erste Versuche der Gastronomie, angeblicher Bordellbetrieb) ist es heute, nach Besitzerwechsel und erneutem Umbau ein anspruchsvolles Hotel mit Seminarräumen.
Das Gebäude ist unter der Nummer 115 Teil der Baudenkmalliste von Wesel.